# Helmuth Kahl
Helmuth Kahl (ur. 17 lutego 1901 w Spandau, zm. 23 stycznia 1974 w Osann-Monzel) – niemiecki pięcioboista nowoczesny, brązowy medalista Letnich Igrzysk Olimpijskich 1928.

## Kariera sportowa
Kahl zdobył brązowy medal na igrzyskach olimpijskich w Amsterdamie, osiągając najlepszy rezultat w szermierce, w której był drugim zawodnikiem turnieju. Został pierwszym pięcioboistą spoza Szwecji, który stanął na podium olimpijskim w tej dyscyplinie. W 1957 roku bez powodzenia kandydował do Bundestagu.